# شهرستان خودمختار هوانجیانگ مائونان
شهرستان خودمختار هوانجیانگ مائونان (به لاتین: Huanjiang Maonan Autonomous County) یک سکونتگاه مسکونی در جمهوری خلق چین است که در شهر هه‌چی واقع شده‌است.